# Hermann de Pourtalès
Hermann Alexander de Pourtalès (Neuchâtel, 31 de març de 1847 - Ginebra, 28 de novembre de 1904) va ser un regatista suís, que va competir a durant el darrer terç del segle xix. El 1900 va prendre part en els Jocs Olímpics de París on participà en tres proves del programa de vela. Guanyà dues medalles, una d'or i una altra de plata en les dues curses de la modalitat d'1 a 2 tones, junt a la seva muller Hélène de Pourtalès i al seu nebot Bernard de Pourtalès. No finalitzà la prova de la classe oberta.